# (4689) Donn
(4689) Donn (1980 YB) – planetoida z grupy pasa głównego asteroid okrążająca Słońce w ciągu 3,46 lat w średniej odległości 2,29 j.a. Odkryta 30 grudnia 1980 roku.